# 爪哇灰鴨
爪哇灰鴨（學名：Anas gibberifron）是分佈於印尼與東帝汶的一種鴨，屬於鑽水鴨。本種原本包含安島灰鴨（分佈於孟加拉灣的島上）與灰鴨（分佈於澳洲與紐西蘭）兩種亞種，但現在這兩個亞種都被認為是獨立的物種，使的爪哇灰鴨成為單型種。2009年一項分子系统发生学研究以粒線體DNA序列分析鴨科各物種的親緣關係，發現爪哇灰鴨是分佈於澳洲的栗胸鸭的姊妹群。
爪哇灰鴨的族群在2014年估計有數萬隻，但其數量因過度獵捕與棲地破壞正快速下降中，IUCN將其歸類為近危物種。爪哇灰鴨分佈的島嶼包括婆羅洲東南部、蘇門答臘南部、爪哇島、峇里島、龍目島、松巴哇島、松巴島、弗洛勒斯島、龍布陵島、羅地島、蘇拉威西島（包括其周圍的托吉安群島、塞拉亞島、穆納島、布頓島與蘇拉群島）、韋塔島與帝汶島，可能還包括安汶島、卡伊群島以及塔寧巴爾群島。